# Терезов, Леонид
Леонид Терезов (Терихов) (1896—1921) — повстанческий атаман, анархо-махновец, один из крупнейший атаманов Луганщины. Действовал в Старобельском уезде.
Атаман был в политическом плане «петлюровской ориентации», и вместе с своими бойцами он боролся за независимость Украинской Народной Республики. С 1921 года атаман подчинялся Повстанческому штабу региона Северского Донца который сотрудничал с Всеукраинским центральным повстанческим комитетом, ВУЦПК или Центральным украинским повстанческим комитетом, Цупкомом.

## Биография
Родился в конце девятнадцатого столетия в Старобельском уезде, Харьковской губернии, Российской империи.
Во время революции 1917—1920 годов служил советским милиционером посёлка Ново-Айдар до июня 1920 года, когда, находясь в нетрезвом состоянии, убил начальника Ново-Айдарской милиции Аграновского. Чекисты сообщали, что Терезов «из нескольких милиционеров и дезертиров быстро сколотил банду, забрал в милиции оружие и, наделав дебош в Ново-Айдаре, направился в Колядовку. В селе Волкодаево отрядом Терезова было убито 13 продармейцев».
В июле 1920 Терезов оперировал в южной части Старобельского уезда. 10 июля отряд Терезова численностью 34 человека при 5 тачанках и 2 всадниках занял Желтянскую волость, в которой уничтожили органы советской власти. В этот же день повстанцы заняли Бахмутовку. 17 июля Терезов пытался занять деревню Сокольники, но, встретив сопротивление местных большевиков, отступил. 18 июля 46 повстанцев Терезова заняли Петропавлавку, захватили секретаря исполкома и забрали 96 тыс. рублей. В этот же день они уничтожили в Петропавловской волости Старобельский продотряд. 23 июля Терезов разгромил советские органы власти в Верхне Теплом.
В июле 1920 года Терезов объединился с Каменюкой и совместными силами за несколько недель разогнал органы советской власти и продотряды на территории Старобельщины. 27 июля атаман вместе с Каменюкой захватил Беловодск, в котором уничтожили советские учреждения, разогнали милицию и раздали селянам продукты, собранные продотрядом. В сентябре 1920 Терезов с Каменюкой контролировали всю юго-западную часть Старобельского уезда.
За отрядом Терезова в сотню отчаянных партизан на конях гонялись регулярные военные части, но догнать его смогли только на Дону. Несмотря на разгром отряда, предводителю удалось бежать и присоединиться к отряду Каменюка. Весной 1921 года он снова возглавил автономный махновский отряд в 70 бойцов, действовавший в районе Старобельска. В апреле 1921 года подчинялся Повстанческому штабу региона Северского Донца. Этот отряд, согласно сообщениям чекистов, «более всего терроризировал Старобельск и убил многих советских, партийных, рабочих и незаможников». Очевидно, отряд Терезова был окончательно разгромлен летом 1921 года, после чего сведений об атамане больше не появлялось.